# All of Me
〈All of Me〉는 미국의 가수 존 레전드의 노래이다. 그의 4집 음반 Love in the Future에 수록되어 있으며, 빌보드 핫 100차트에서 1위를 차지했다.